# Северная тушканчиковая мышь
Северная тушканчиковая мышь (лат. Notomys aquilo) — вид мышевидных грызунов, обитающий в Австралии.
Первые северные тушканчиковые мыши были найдены на севере полуострова Кейп-Йорк.
Северные тушканчиковые мыши имеют длину тела примерно 10 сантиметров, большие глаза и уши, удлинённые задние лапы (которые приспособлены для передвижения скачками) и длинный хвост с кисточкой на конце.
Тушканчиковые мыши живут в песчаных прибрежных дюнах, в выкопанных ими норах, которые в глубину могут достигать до 1 метра. Наиболее активны ночью.
Самки приносят детёнышей в июне, обычно от трёх до пяти.